# درينغ هاربور (نيويورك)
درينغ هاربور (بالإنجليزية: Dering Harbor, New York)‏ هي منطقة سكنية تقع في الولايات المتحدة في مقاطعة سوفولك، نيويورك. يقدر عدد سكانها بـ 11 نسمة ومساحتها 0.7 كم2 وترتفع عن سطح البحر 2 متر.